# Rapa Šuklje
Rapa (Marija Roza) Šuklje [rápa šúklje], slovenska novinarka, kritičarka in prevajalka, * 26. april 1923, Ljubljana, † 13. april 2013, Ljubljana.

## Življenjepis
Rapa, s pravim imenom Marija Roza Šuklje je po končanem študiju prava absolvirala iz primerjalne književnosti na Filozofski fakulteti v Ljubljani. Kmalu po izbruhu Druge svetovne vojne se je priključila odporniškemu gibanju. Leta 1944 je bila aretirana in deportirana v koncentracijsko taborišče Ravensbrück.
Leta 1948 se je zaposlila v kulturnem uredništvu Radia Ljubljana, kjer je vodila literarne oddaje, kasneje pa je postala urednica oddaje Gremo v kino in se uveljavila tudi kot gledališka kritičarka.
Kasneje se je posvetila tudi prevajanju angleških, ameriških, nemških in norveških klasikov.